# Thysanoessa inermis
Thysanoessa inermis je korýš z řádu krunýřovek velký 25–32 mm. Vyskytuje se v chladných a mírných vodách severního Atlantiku, na jih od Mainského zálivu a Lamanšského průlivu, v severním ledovém oceánu a dále v Pacifiku na sever od 50. rovnoběžky. Je důležitou složkou krilu, jenž představuje zdroj potravy pro různé vodní obratlovce. Obývá především mělké šelfové vody do hloubky asi 200–300 metrů. V noci migruje výše.